# Championnats du monde juniors de patinage artistique 1996
Navigation
Édition précédente Édition suivante
Les Championnats du monde juniors de patinage artistique 1996 ont lieu du 26 novembre au 2 décembre 1995 à Brisbane en Australie.

## Qualifications
Les patineurs sont éligibles à l'épreuve s'ils représentent une nation membre de l'Union internationale de patinage (International Skating Union en anglais) et s'ils ont moins de 19 ans avant le 1er juillet 1995, sauf pour les messieurs qui participent au patinage en couple et à la danse sur glace où l'âge maximum est de 21 ans. Ce sont les derniers championnats du monde juniors sans limite d'âge minimum. Les fédérations nationales sélectionnent leurs patineurs en fonction de leurs propres critères.
Sur la base des résultats des championnats du monde juniors 1995, l'Union internationale de patinage autorise chaque pays à avoir de une à trois inscriptions par discipline.
| Nombre d'inscriptions                                             | Messieurs                                         | Dames                                                      | Couples                   | Danse sur glace                |
| ----------------------------------------------------------------- | ------------------------------------------------- | ---------------------------------------------------------- | ------------------------- | ------------------------------ |
| 3                                                                 | France Japon Russie                               | Hongrie Russie                                             | Russie Ukraine États-Unis | France Pologne Russie          |
| 2                                                                 | Allemagne Canada Chine Hongrie Ukraine États-Unis | France Biélorussie Japon Pologne Suisse Ukraine États-Unis | Allemagne Canada Pologne  | Canada Italie Tchéquie Ukraine |
| Si non répertorié ci-dessus, une seule inscription est autorisée. |                                                   |                                                            |                           |                                |

Pour la quatrième année, l'Union internationale de patinage impose une ronde des qualifications pour les catégories individuelles masculine et féminine. Les qualifications sont divisées en deux groupes A et B. Pour ces mondiaux juniors 1996, les patineurs qui étaient parmi les 10 meilleurs des mondiaux juniors 1995 sont exemptés de cette ronde des qualifications. Ces dernières permettent uniquement aux autres patineurs de se qualifier pour les programmes courts ; les points obtenus lors des qualifications ne comptent pas pour le résultat final.

## Podiums
| Épreuves                            | Or                                      | Argent                                  | Bronze                             |
| ----------------------------------- | --------------------------------------- | --------------------------------------- | ---------------------------------- |
| Messieurs résultats détaillés       | Aleksey Yagudin                         | Takeshi Honda                           | Guo Zhengxin                       |
| Dames résultats détaillés           | Elena Ivanova                           | Elena Pingacheva                        | Nadezhda Kanaeva                   |
| Couples résultats détaillés         | Victoria Maxiuta / Vladislav Zhovnirski | Evgenia Filonenko / Igor Marchenko      | Danielle Hartsell / Steve Hartsell |
| Danse sur glace résultats détaillés | Ekaterina Davydova / Roman Kostomarov   | Isabelle Delobel / Olivier Schoenfelder | Natalia Gudina / Vitali Kurkudym   |

## Tableau des médailles
| Rang  | Nation     | Or | Argent | Bronze | Total |
| ----- | ---------- | -- | ------ | ------ | ----- |
| 1     | Russie     | 4  | 1      | 1      | 6     |
| 2     | Ukraine    | 0  | 1      | 1      | 2     |
| 3     | France     | 0  | 1      | 0      | 1     |
| 3     | Japon      | 0  | 1      | 0      | 1     |
| 5     | Chine      | 0  | 0      | 1      | 1     |
| 5     | États-Unis | 0  | 0      | 1      | 1     |
| Total | Total      | 4  | 4      | 4      | 12    |

## Détails des compétitions
Pour la saison 1995/1996, les calculs des points se font selon la méthode suivante :
- chez les Messieurs, les Dames et les Couples artistiques (0.5 point par place pour le programme court, 1 point par place pour le programme libre)
- en danse sur glace (0.4 point par place pour les deux danses imposées, 0.6 point par place pour la danse originale, 1 point par place pour la danse libre)

### Messieurs
| Rang                                        | Nom                 | Nation           | Qualif. A | Qualif. B | Points | Prog. court | Prog. libre |
| ------------------------------------------- | ------------------- | ---------------- | --------- | --------- | ------ | ----------- | ----------- |
| 1                                           | Aleksey Yagudin     | Russie           |           | 1         | 1.5    | 1           | 1           |
| 2                                           | Takeshi Honda       | Japon            | 1         |           | 3.0    | 2           | 2           |
| 3                                           | Guo Zhengxin        | Chine            |           | 11        | 5.5    | 5           | 3           |
| 4                                           | Szabolcs Vidrai     | Hongrie          |           |           | 5.5    | 3           | 4           |
| 5                                           | Sergei Davydov      | Russie           | 2         |           | 7.0    | 4           | 5           |
| 6                                           | Evgeni Plushenko    | Russie           | 3         |           | 10.5   | 7           | 7           |
| 7                                           | Timothy Goebel      | États-Unis       |           | 4         | 12.0   | 12          | 6           |
| 8                                           | Yamato Tamura       | Japon            |           | 2         | 14.0   | 8           | 10          |
| 9                                           | Jere Michael        | États-Unis       | 5         |           | 15.5   | 13          | 9           |
| 10                                          | Neil Wilson         | Royaume-Uni      | 4         |           | 16.0   | 16          | 8           |
| 11                                          | David Jäschke       | Allemagne        |           | 13        | 16.0   | 10          | 11          |
| 12                                          | Naoki Shigematsu    | Japon            |           |           | 16.5   | 9           | 12          |
| 13                                          | Stanick Jeannette   | France           |           | 3         | 17.0   | 6           | 14          |
| 14                                          | Gabriel Monnier     | France           |           | 6         | 22.5   | 11          | 17          |
| 15                                          | Florian Tuma        | Autriche         |           | 5         | 24.0   | 22          | 13          |
| 16                                          | Vitali Danilchenko  | Ukraine          |           | 14        | 24.5   | 17          | 16          |
| 17                                          | Róbert Kažimír      | Slovaquie        | 6         |           | 27.5   | 23          | 15          |
| 18                                          | Maxim Shevtsov      | Ukraine          |           | 10        | 28.0   | 18          | 19          |
| 19                                          | Lee Kyu-hyun        | Corée du Sud     | 12        |           | 28.0   | 14          | 21          |
| 20                                          | Andre Kaden         | Allemagne        | 7         |           | 28.5   | 21          | 18          |
| 21                                          | Ivan Dinev          | Bulgarie         |           | 12        | 29.5   | 19          | 20          |
| 22                                          | Frédéric Dambier    | France           |           | 7         | 29.5   | 15          | 22          |
| 23                                          | Gheorghe Chiper     | Roumanie         | 9         |           | 34.0   | 20          | 24          |
| 24                                          | Daniel Bellemare    | Canada           | 8         |           | 35.0   | 24          | 23          |
| 25                                          | Michael Amentas     | Australie        |           | 17        | 40.0   | 30          | 25          |
| Patineurs éliminés après le programme court |                     |                  |           |           |        |             |             |
| 26                                          | Roman Martõnenko    | Estonie          |           | 9         |        | 25          | NC          |
| 27                                          | Edoardo de Bernadis | Italie           | 10        |           |        | 26          | NC          |
| 28                                          | Zoltan Koszegi      | Hongrie          |           | 8         |        | 27          | NC          |
| 29                                          | Adam Zalegowski     | Pologne          | 11        |           |        | 28          | NC          |
| 30                                          | Vakhtang Murvanidze | Géorgie          | 13        |           |        | 29          | NC          |
| 31                                          | Ricky Cockerill     | Nouvelle-Zélande | 14        |           |        | 31          | NC          |
| Patineurs éliminés après les qualifications |                     |                  |           |           |        |             |             |
| 32                                          | Yan Ho Chan         | Hong Kong        | 15        |           |        | NC          | NC          |
| 32                                          | Collin Thompson     | Canada           |           | 15        |        | NC          | NC          |
| 34                                          | Ferdi Skoberla      | Afrique du Sud   | 16        |           |        | NC          | NC          |
| 34                                          | Alexei Gruber       | Israël           |           | 16        |        | NC          | NC          |
| 36                                          | Artem Knyazev       | Ouzbékistan      | 17        |           |        | NC          | NC          |

### Dames
| Rang                                          | Nom                | Nation           | Qualif. A | Qualif. B | Points | Prog. court | Prog. libre |
| --------------------------------------------- | ------------------ | ---------------- | --------- | --------- | ------ | ----------- | ----------- |
| 1                                             | Elena Ivanova      | Russie           |           |           | 1.5    | 1           | 1           |
| 2                                             | Elena Pingacheva   | Russie           |           | 3         | 4.0    | 4           | 2           |
| 3                                             | Nadezhda Kanaeva   | Russie           |           | 1         | 4.0    | 2           | 3           |
| 4                                             | Fumie Suguri       | Japon            | 1         |           | 5.5    | 3           | 4           |
| 5                                             | Tara Lipinski      | États-Unis       |           |           | 7.5    | 7           | 5           |
| 6                                             | Vanessa Gusmeroli  | France           |           |           | 9.5    | 5           | 7           |
| 7                                             | Shizuka Arakawa    | Japon            |           |           | 11.0   | 6           | 8           |
| 8                                             | Shelby Lyons       | États-Unis       |           | 2         | 14.0   | 16          | 6           |
| 9                                             | Lucinda Ruh        | Suisse           |           |           | 15.0   | 12          | 9           |
| 10                                            | Lyudmyla Ivanova   | Ukraine          | 5         |           | 15.0   | 10          | 10          |
| 11                                            | Alisa Drei         | Finlande         | 2         |           | 16.5   | 9           | 12          |
| 12                                            | Julia Lautowa      | Autriche         |           | 4         | 17.5   | 13          | 11          |
| 13                                            | Maria Nikitochkina | Biélorussie      |           |           | 18.0   | 8           | 14          |
| 14                                            | Eva-Maria Fitze    | Allemagne        | 4         |           | 20.5   | 15          | 13          |
| 15                                            | Diána Póth         | Hongrie          | 3         |           | 21.5   | 11          | 16          |
| 16                                            | Fanny Cagnard      | France           | 9         |           | 25.0   | 20          | 15          |
| 17                                            | Yulia Lavrenchuk   | Ukraine          |           |           | 25.0   | 14          | 18          |
| 18                                            | Barbara Maros      | Hongrie          |           | 5         | 26.0   | 18          | 17          |
| 19                                            | Joanne Carter      | Australie        | 8         |           | 28.5   | 17          | 20          |
| 20                                            | Sofia Penkova      | Bulgarie         | 7         |           | 30.5   | 23          | 19          |
| 21                                            | Klara Bramfeldt    | Suède            | 11        |           | 31.5   | 21          | 21          |
| 22                                            | Zoe Jones          | Royaume-Uni      | 10        |           | 31.5   | 19          | 22          |
| 23                                            | Sabina Wojtala     | Pologne          | 6         |           | 34.0   | 22          | 23          |
| 24                                            | Kaja Hanevold      | Norvège          | 12        |           | 36.0   | 24          | 24          |
| Patineuses éliminées après le programme court |                    |                  |           |           |        |             |             |
| 25                                            | Niping Tian        | Chine            |           | 6         |        | 25          | NC          |
| 26                                            | Christel Borghi    | Suisse           |           | 8         |        | 26          | NC          |
| 27                                            | Zuzana Paurová     | Slovaquie        |           | 9         |        | 27          | NC          |
| 28                                            | Jung Min-ju        | Corée du Sud     |           | 11        |        | 28          | NC          |
| 29                                            | Rita Chałubińska   | Pologne          |           | 10        |        | 29          | NC          |
| 30                                            | Ana Ivancic        | Croatie          |           | 7         |        | 30          | NC          |
| Patineuses éliminées après les qualifications |                    |                  |           |           |        |             |             |
| 31                                            | Madaline Matei     | Roumanie         |           | 12        |        | NC          | NC          |
| 32                                            | Simone Joseph      | Afrique du Sud   | 13        |           |        | NC          | NC          |
| 32                                            | Rita Dolly Auyeung | Hong Kong        |           | 13        |        | NC          | NC          |
| 34                                            | Elisa Caraza       | Mexique          | 14        |           |        | NC          | NC          |
| 34                                            | Michelle Whelan    | Nouvelle-Zélande |           | 14        |        | NC          | NC          |
| Forfait                                       | Júlia Sebestyén    | Hongrie          | NC        | NC        |        | NC          | NC          |

### Couples
| Rang | Nom                                        | Nation      | Points | Prog. court | Prog. libre |
| ---- | ------------------------------------------ | ----------- | ------ | ----------- | ----------- |
| 1    | Victoria Maxiuta / Vladislav Zhovnirski    | Russie      | 2.0    | 2           | 1           |
| 2    | Evgenia Filonenko / Igor Marchenko         | Ukraine     | 2.5    | 1           | 2           |
| 3    | Danielle Hartsell / Steve Hartsell         | États-Unis  | 5.5    | 5           | 3           |
| 4    | Magdalena Sroczyńska / Sławomir Borowiecki | Pologne     | 6.0    | 4           | 4           |
| 5    | Irina Maslennikova / Konstantin Krasnenkov | Russie      | 6.5    | 3           | 5           |
| 6    | Natalie Vlandis / Jered Guzman             | États-Unis  | 9.5    | 7           | 6           |
| 7    | Viktoria Shliakhova / Alexander Maskov     | Russie      | 10.0   | 6           | 7           |
| 8    | Lilia Mashkovskaya / Viacheslav Chiliy     | Ukraine     | 12.0   | 8           | 8           |
| 9    | Sabrina Lefrançois / Nicolas Osseland      | France      | 13.5   | 9           | 9           |
| 10   | Nicole Hentschel / Matthias Bleyer         | Allemagne   | 15.5   | 11          | 10          |
| 11   | Marni Wade / Lenny Faustino                | Canada      | 17.0   | 10          | 12          |
| 12   | Erin Elbe / Jeffrey Weiss                  | États-Unis  | 17.5   | 13          | 11          |
| 13   | Anna Adashkevich / Vitali Dubina           | Ukraine     | 19.0   | 12          | 13          |
| 14   | Ulrike Rumi / David Jäschke                | Allemagne   | 21.0   | 14          | 14          |
| 15   | Isabelle Gauthier / Danny Provost          | Canada      | 22.5   | 15          | 15          |
| 16   | Ekaterina Danko / Gennadi Emelinenko       | Biélorussie | 24.0   | 16          | 16          |
| 17   | Ulrike Gerstl / Björn Lobenwein            | Allemagne   | 25.5   | 17          | 17          |
| 18   | Emily Minns / Terence Lyness               | Australie   | 27.0   | 18          | 18          |
| 19   | Olga Boguslavska / Jurij Salmanov          | Lettonie    | 28.5   | 19          | 19          |

### Danse sur glace
| Rang | Nom                                       | Nation       | Points | Danse imposée 1 | Danse imposée 2 | Danse originale | Danse libre |
| ---- | ----------------------------------------- | ------------ | ------ | --------------- | --------------- | --------------- | ----------- |
| 1    | Ekaterina Davydova / Roman Kostomarov     | Russie       | 3.0    | 2               | 2               | 2               | 1           |
| 2    | Isabelle Delobel / Olivier Schoenfelder   | France       | 3.0    | 1               | 1               | 1               | 2           |
| 3    | Natalia Gudina / Vitali Kurkudym          | Ukraine      | 6.8    | 4               | 3               | 4               | 3           |
| 4    | Amanda Cotroneo / Mark Bradshaw           | Canada       | 8.0    | 3               | 3               | 3               | 5           |
| 5    | Nina Ulanova / Mikhail Stifunin           | Russie       | 10.4   | 7               | 7               | 6               | 4           |
| 6    | Magali Sauri / Nicolas Salicis            | France       | 11.2   | 6               | 5               | 5               | 6           |
| 7    | Jolanta Bury / Łukasz Zalewski            | Pologne      | 13.4   | 5               | 6               | 7               | 7           |
| 8    | Marta Grimaldi / Giulio Feliziani         | Italie       | 16.0   | 8               | 8               | 8               | 8           |
| 9    | Anastasia Belova / Maxim Staviski         | Russie       | 18.4   | 10              | 10              | 9               | 9           |
| 10   | Jessica Joseph / Charles Butler           | États-Unis   | 19.6   | 9               | 9               | 10              | 10          |
| 11   | Anne-Sophie Lefebvre / Marcel Taberlet    | France       | 22.4   | 12              | 12              | 11              | 11          |
| 12   | Alexandra Kauc / Michał Przyk             | Pologne      | 24.6   | 11              | 11              | 12              | 13          |
| 13   | Stephanie Rauer / Thomas Rauer            | Allemagne    | 25.2   | 14              | 13              | 13              | 12          |
| 14   | Stefania de Luca / Massimiliano Acquaviva | Italie       | 28.8   | 15              | 14              | 15              | 14          |
| 15   | Agata Błażowska / Marcin Kozubek          | Pologne      | 29.0   | 13              | 15              | 14              | 15          |
| 16   | Krisztina Szabó / Tamás Sári              | Hongrie      | 32.4   | 17              | 17              | 16              | 16          |
| 17   | Andrea Kuncová / Jiří Procházka           | Tchéquie     | 34.6   | 16              | 16              | 17              | 18          |
| 18   | Eliane Hugentobler / Daniel Hugentobler   | Suisse       | 35.0   | 18              | 18              | 18              | 17          |
| 19   | Sinead Kerr / Jamie Ferguson              | Royaume-Uni  | 38.0   | 19              | 19              | 19              | 19          |
| 20   | Laura Currie / Jeff Smith                 | Canada       | 40.2   | 20              | 21              | 20              | 20          |
| 21   | Zuzana Babušíková / Marián Mesároš        | Slovaquie    | 41.8   | 21              | 20              | 21              | 21          |
| 22   | Rie Arikawa / Kenji Miyamoto              | Japon        | 44.0   | 22              | 22              | 22              | 22          |
| 23   | Yang Tae-hwa / Lee Chuen-gun              | Corée du Sud | 46.0   | 23              | 23              | 23              | 23          |
| 24   | Yulia Ryzhova / Andrei Dryganov           | Ouzbékistan  | 48.0   | 24              | 24              | 24              | 24          |